# Tara (namn)

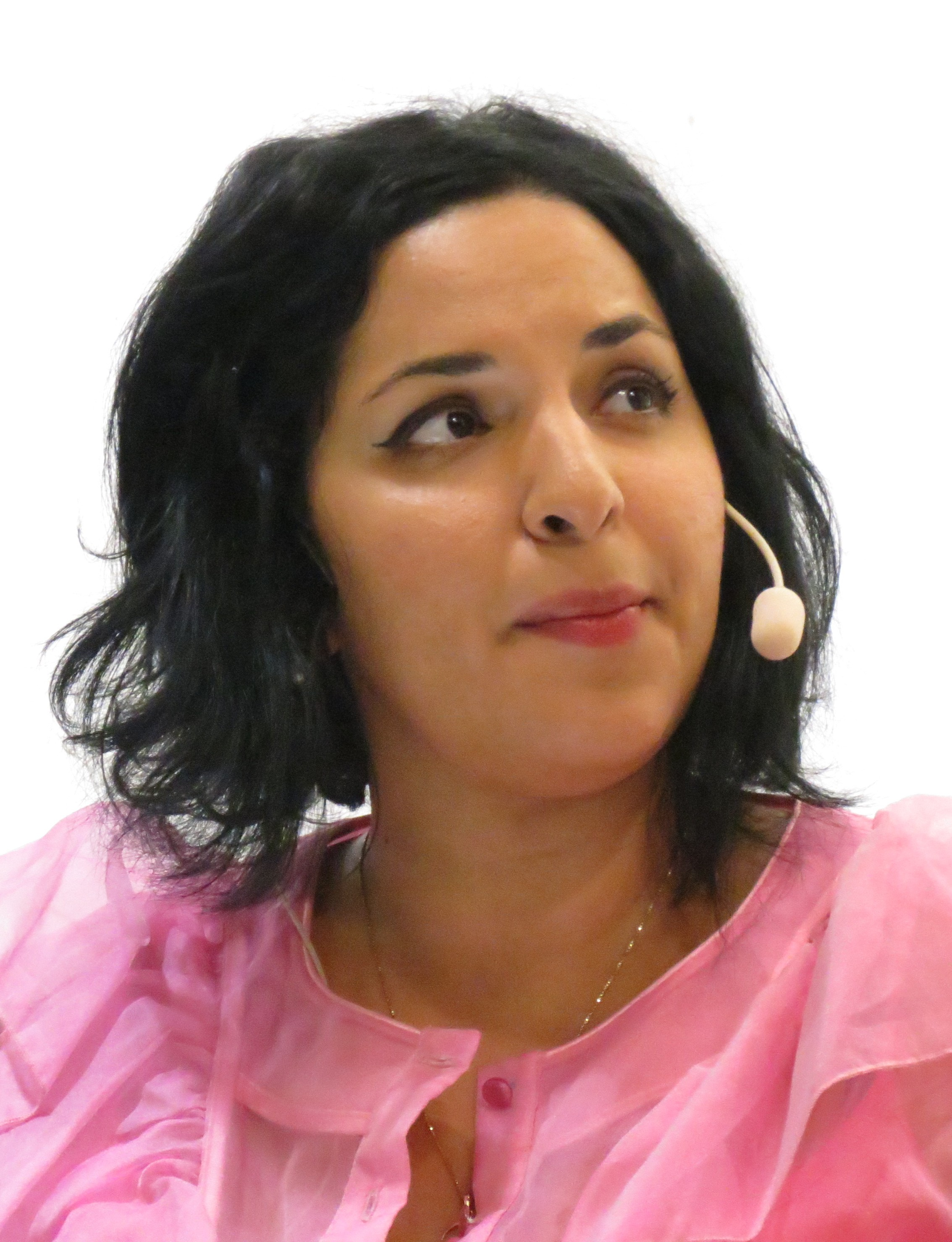
Tara Moshizi, 2014.

Tara är ett namn som främst är i bruk som förnamn och som kvinnonamn. Namnet har olika betydelser, dels är det ett kvinnonamn med ursprung från Irland och en anglicering av det iriska Teamhair som avser Tara-kullen, dels är det ett kvinnonamn med ursprung från Indien och Iran som på sanskrit och Persiska betyder stjärna. Det är också ett kurdiskt kvinnonamn som har betydelsen brudslöja.
Tara kan vara ett smeknamn på personer som heter Tamara.
Den 31 december 2010 fanns det 783 kvinnor och 7 män med förnamnet Tara i Sverige. Av dessa hade 660 kvinnor och 3 män Tara som tilltalsnamn. Antalet personer med Tara som efternamn var 10 stycken.

## Personer med namnet Tara
- Tara Fitzgerald, brittisk skådespelare
- Tara Moshizi, svensk journalist
- Tara Reid, amerikansk skådespelare
- Tara Leigh Patrick, känd som Carmen Electra, amerikansk fotomodell och skådespelare